# Skiba (szczyt)
Skiba (601 m n.p.m.) – szczyt w Grzbiecie Wschodnim Gór Kaczawskich, leżący w jego środkowej części. Tworzy wraz z Lubrzą, Niedźwiedzimi Skałkami i Lisianką wyraźnie wyodrębniony i nieco rozczłonkowany masyw. Skiba znajduje się w jego wschodniej części, nad Nowymi Rochowicami. Na południe od Skiby wyrasta Lisianka.
Skiba zbudowana jest ze staropaleozoicznych skał metamorficznych pochodzenia wulkanicznego – zieleńców i łupków zieleńcowych z wkładkami łupków serycytowych należących do metamorfiku kaczawskiego.
Masyw porastają lasy świerkowe z domieszką buka.